# Simon Wahl

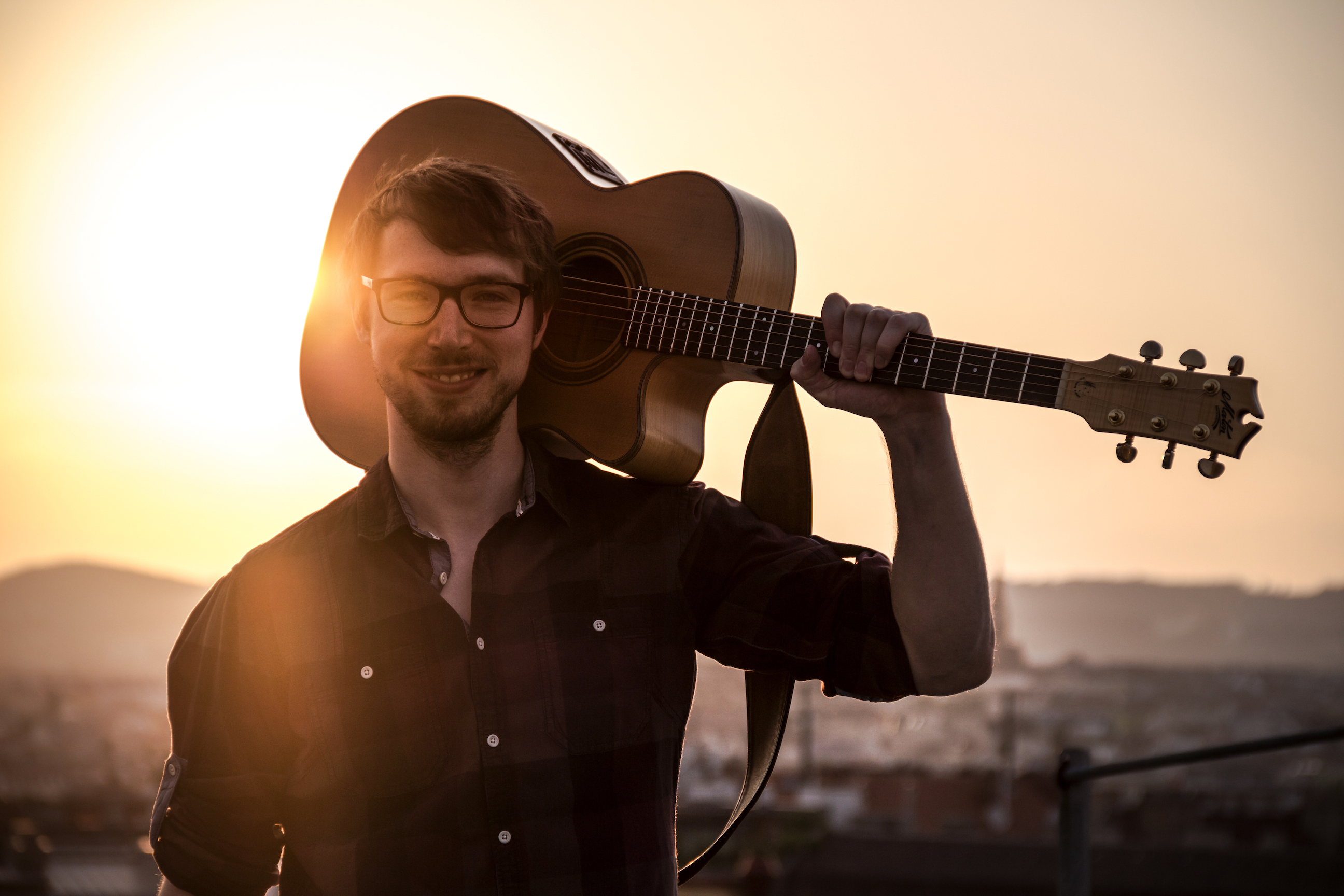
Simon Wahl in Wien 2017

Simon Wahl (* 25. Juli 1989 in Bonn) ist ein deutscher Fingerstyle-Gitarrist und Komponist, sowie Mitorganisator des Vienna Fingerstyle Festivals.

## Künstlerischer Werdegang
Seine ersten Kontakte mit der Musik hatte Simon Wahl bereits als 5-Jähriger mit Blockflöten-Unterricht und mit 7 Jahren im Bläserkreis Oberkassel, wo er zusätzlich Posaunen-Unterricht erhielt. Im Alter von 13 Jahren bekam er seinen ersten Gitarrenunterricht an der Musikschule Bonn, zunächst 3 Jahre klassische Gitarre, dann 3 weitere Jahre E-Gitarre bei Helli Gattung.
Seinen ersten öffentlichen Auftritt mit einer seiner Schüler-Rockbands hatte er als E-Gitarrist mit 15 Jahren und spielte bis 2008 drei Jahre lang in diversen Bands. Bereits mit 17 Jahren absolvierte er mit einer Westerngitarre seinen ersten Solo-Auftritt, wo er erste Fingerstyle-Eigenkompositionen präsentierte. Es folgten die ersten größeren Auftritte auf dem Münsterplatz in Bonn, im Bürgerhaus Stollwerck Köln und im SWR Studio Trier sowie gemeinsame Konzerte mit Alex Kabasser und Marcel Cestari.
Nach seinem Abitur 2009 am Ernst-Kalkuhl-Gymnasium Bonn leistete er den Zivildienst in einem Sprachheilkindergarten und studierte im Anschluss ein Jahr klassische Gitarre bei Sonja Prunnbauer an der Hochschule für Musik Freiburg. Im Zuge des Erasmus-Programms kam er 2011 nach Linz, wo er an der Anton Bruckner Privatuniversität Linz bei Michael Langer ein pädagogisches und künstlerisches Konzertgitarrenstudium absolvierte, welches er 2015 mit Auszeichnung abschloss.
Künstlerisch wurde Simon Wahl über die Jahre von verschiedenen Musikern in unterschiedlichen Genres geprägt. So zählen u. a. die Gitarristen Andy McKee, Tommy Emmanuel, John Frusciante und Andy Timmons aber auch andere Instrumentalisten wie Keith Jarrett, die Youngblood Brass Band oder Johann Sebastian Bach zu seinen Einflüssen.
Seit 2015 hat er seinen Lebensmittelpunkt in Wien.

## Spielweise und Konzerte
Simon Wahl entwickelte mit der Zeit seinen eigenen Stil in Form eines Crossovers von Rock, Pop, Klassik und Flamenco. Mit seinem Eminem-Medley war er 2013 einer der ersten Gitarristen, der Hip-Hop auf der Akustikgitarre spielte. Er erfand dabei eine einzigartige perkussive Spieltechnik, indem er die tiefe E-Saite lockert und sie neben den Gitarrenhals legt, um einen schnarrenden Marching Snare Drum Sound zu erzeugen.
Seine Live-Konzerte spielt er hauptsächlich im Fingerstyle, welches unter Einbeziehung von perkussiven Effekten auf der Gitarre den Eindruck von mehreren Spielern bzw. einer kompletten Band erweckt und Bassslapping-, Akkord- und Melodiespiel sowie Fingerpicking meist zeitgleich vereint.
Dabei tritt er in aller Regel mit einer Maton Custom Shop EBG808c Gitarre der australischen Firma Maton auf, welche nach seinen Wünschen speziell für ihn gebaut wurde. Zum Verstärken der Gitarre bevorzugt er den Pre-Amp AER Pocket Tool Dual Mix. Wahl spielte alleine in den Jahren 2011 bis 2017 über 500 Konzerte in 9 Ländern (Österreich, Deutschland, Schweiz, Niederlande, Frankreich, Italien, England, Tschechien und Slowakei). Bei Studioaufnahmen verwendet er neben Maton Gitarren auch eine Martin 00-17 Gitarre von 1949.
Seine Konzerte zeichnen sich durch eine hohe Interaktion mit dem Publikum aus und er sorgt mit seinen humorvollen Einlagen für kurzweilige Unterhaltung.
Simon Wahl stand mit vielen namhaften Künstlern wie Ulli Bögershausen, Don Ross, Thomas Leeb, Jon Gomm, Adam Rafferty, Markus Schlesinger, Café del Mundo, Jacques Stotzem, Alex Kabasser, Casper Esmann, Judith Beckedorf, Timo Brauwers etc. auf der Bühne.
Neben seinen Konzerten tritt er auch auf internationalen Festivals auf. Im Oktober 2019 spielte er bei dem Filmmusik-Konzert „Hollywood in Vienna“ u. a. mit dem Radio-Symphonieorchester Wien im Wiener Konzerthaus.
- Hamburger Gitarrenfestival – Deutschland (2010, 2011)
- Vienna Fingerstyle Festival – Österreich (2011, 2013, 2018, 2020)
- Jazz Night Zug – Schweiz (2016)
- Bonn Festival – Deutschland (2018)
- Bratislava Guitar Night – Slowakei (2016)
- Brucknerhaus Linz, Flaming Strings, Gitarrenfestival – Österreich (2015)
- Römersee Open-Air-Festival – Deutschland (2019)
- Pellenzer Open-Air-Festival – Deutschland (2010, 2014)
- Berlin Acoustic Guitar Night – Deutschland (2017)
- Posthof Linz – Österreich (2014)
- Fernsehkonzert im Kanal 21, Bielefeld –  Deutschland (2016)

## Sonstiges
Seit 2016 ist Simon Wahl Mit-Organisator des Vienna Fingerstyle Festivals, welches 2010 von Markus Schlesinger und Wilfried Lepuschitz gegründet wurde und seither jährlich in Wien stattfindet.
Darüber hinaus hält er regelmäßig Workshops zur Fingerstyle-Technik in Musikschulen, Musikhochschulen und auf Gitarrenfestivals ab.
Er gibt auch Privatunterricht in Wien und Bonn, wo er jede Musikrichtung von einfacher Songbegleitung bis zu virtuosen Gitarrenstücken, sowie verschiedenste Techniken und auch den theoretischen Background wie Musiktheorie und Harmonielehre vermittelt.
2011 gewann er den „Acoustic Grand Slam“ Musikpreis in Freiburg und 2013 den „Kunst gegen Bares“ Musikpreis in Bonn.

## Komposition (Auswahl)
Die Kompositionen von Simon Wahl sind von der Natur inspiriert und drücken momentane Gefühlslagen aus, wie sich beispielsweise in den Stücken „Am Rhein“ oder „Sommerregen“ zeigt. Manche seiner Stücke werden sogar in Taiwan gecovert.
Zu den wichtigsten Eigenkompositionen zählen:
- 2010 „Hope“ (Fingerstyle Ballade) – Album: „A Language Called Music“
- 2010 „Chanson Pour Maman“ (Fingerstyle Ballade) – Album: „A Language Called Music“
- 2010 „Am Rhein“ (Imitation des Flusses auf Gitarre) – Album: „A Language Called Music“
- 2011 „Take It Easy“ (mit perkussivem Klick) – Album: „Déjà Vu“
- 2011 „Reflection“ (Fingerpicking Song auf Harp Guitar) – Album: „Déjà Vu“
- 2013 „You Shine“ (Ballade auf Konzertgitarre) – Album: Fernweh EP
- 2013 „Fernweh“ (Percussion Fingerstyle Song) – Album: Fernweh EP
- 2018 „Schlaflos“ (Ballade mit perkussiver Spieltechnik) – Album: Keep On Dreaming
- 2018 „Savanne“ (Percussion Fingerstyle Song) – Album: Keep On Dreaming

## Arrangements (Auswahl)
Sein Fingerstyle Arrangement von Andy Timmons „Electric Gypsy“ wurde 2016 auf dem renommierten US-amerikanischen Label Candyrat Records veröffentlicht. Weitere Arrangements sind:
- „Minor Swing“  (Original: 1937 Django Reinhardt)
- „All You Need Is Love“ (Original: 1967 The Beatles)
- „What A Wonderful World“ (Original: 1968 George David Weiss)
- „I Don’t Believe You“ (Original: 2008 Pink)
- „Perfect“ (Original: 2017 Ed Sheeran)

## Diskografie
- 2008 „First Try“ – erste Demo-CD mit 9 Kompositionen (Label: Eigenverlag)
- 2009 „Moments“ – Zweite Demo-CD (Label: Eigenverlag)
- 2010 „A Language Called Music“ (Label: Eigenverlag)
- 2011 „Déjà Vu“ (Label: Eigenverlag)
- 2013 „Fernweh EP“ (Label: Eigenverlag)
- 2016 „Meet Again“ (Label: Eigenverlag)
- 2017 „Tides“ Ulli Bögershausen feat. Simon Wahl (Label: Laika Records)
- 2018 „Keep On Dreaming“ (Label: Eigenverlag)